# Olympus µ-II
Die Olympus µ[mju:]-II ist eine vollautomatische Kompaktkamera für Bilder im Kleinbildformat auf 35-mm-Film aus dem Hause Olympus. Nach ihrer Vorstellung 1996 als Nachfolgerin der µ-1 wurde sie aufgrund eines überzeugenden Konzeptes schnell zur meistverkauften Kompaktkamera.

## Ausstattung
Die Kamera ist sehr klein, gegen Spritzwasser geschützt und mit Autofokus, Belichtungsautomatik mit Spotmessung, eingebautem Blitzlicht, Selbstauslöser, motorischem Filmtransport und einem lichtstarken Objektiv 35mm 1:2,8 ausgestattet. Die Naheinstellgrenze des Objektivs liegt bei 35 cm. Der Objektivschutz in Form eines Schiebers arbeitet zugleich als Einschalter für die Kamera. Neben dem Objektiv werden auch die Sensoren für Belichtungsmessung und Autofokus sowie der Suchereinblick durch den Schieber abgedeckt. Der Suchereinblick ist direkt über dem Objektiv angeordnet, um Parallaxen zu vermeiden bzw. möglichst gering zu halten. Aufgrund dieser Anordnung muss der Strahlengang des Suchers durch ein Spiegelsystem über die Filmbühne hinweg nach oben und hinten geleitet werden. Als Stromversorgung dient eine Batterie vom Typ CR123A. Die Kamera nimmt Kleinbildfilme mit DX-Kodierung und Empfindlichkeiten von ISO 50/18° bis 3200/36° auf und belichtet mit Verschlusszeiten von 4s bis 1/1000s.